# Rue Racine (Paris)
Pour les articles homonymes, voir rue Racine.
La rue Racine est une voie située dans le quartier de l'Odéon dans le 6e arrondissement de Paris.

## Situation et accès

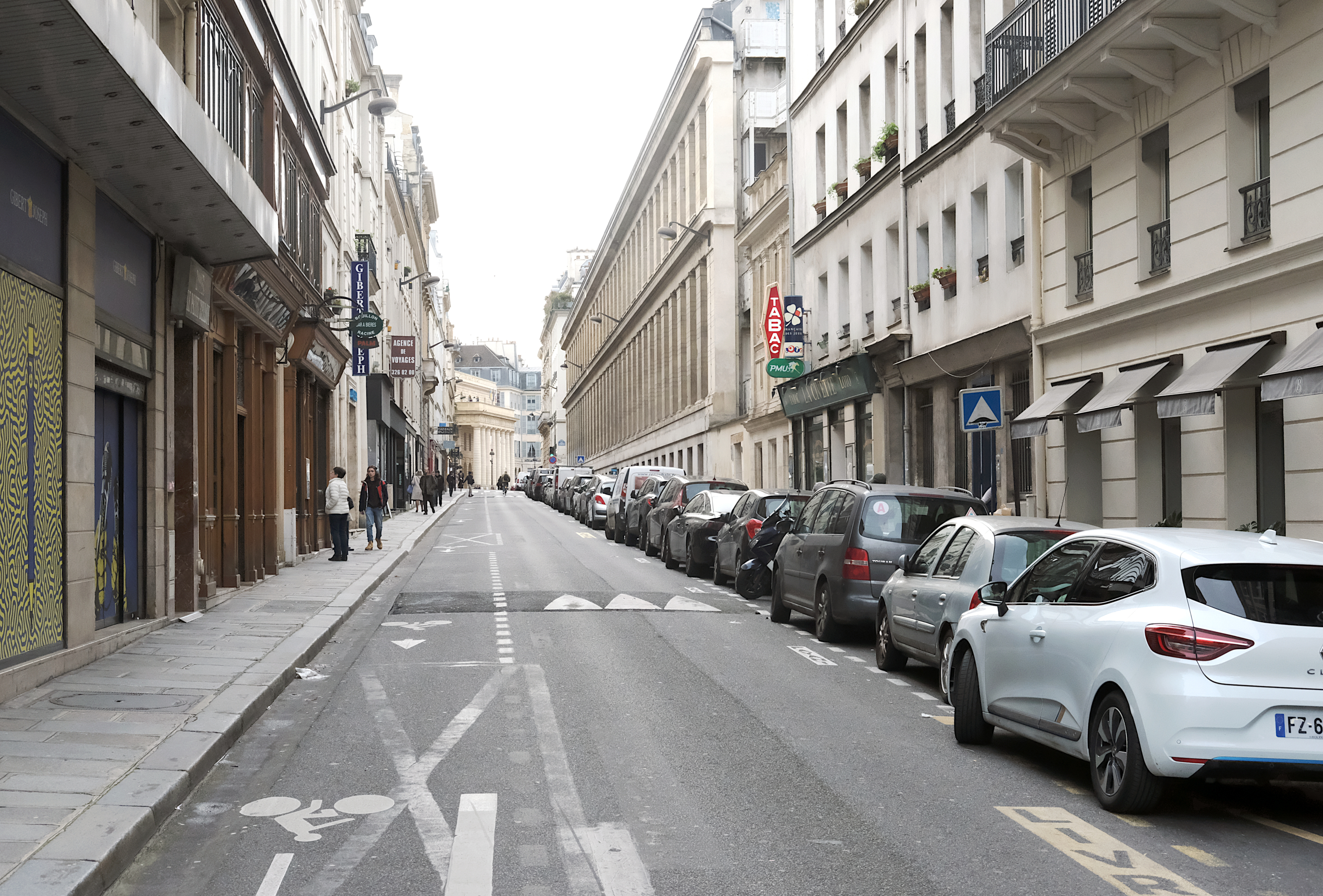
La rue Racine vue depuis le boulevard Saint-Michel.

La rue Racine est desservie à proximité par les lignes 4 et 10 à la station Odéon.

## Origine du nom
La rue porte le nom de Jean Racine (1639-1699) du fait du voisinage du théâtre de l'Odéon, succursale de la Comédie-Française lors du lotissement du quartier.

## Historique
Dès la fin du XVIIIe siècle, vers 1780, l'ouverture de cette rue fut ordonné par des lettres de patentes sur le site de l'hôtel de Condé. En 1822, son prolongement est décidé sur les terrains de la faculté de médecine de Paris, qui sera réalisé en 1835.
Le chef politique ukrainien Simon Petlioura y fut assassiné par balles par Samuel Schwartzbard le 25 mai 1926.

## Bâtiments remarquables et lieux de mémoire
- La rue longe le couvent des Cordeliers et l'arrière du lycée Saint-Louis.
- La rue hébergeait au XIXe siècle un ancien réservoir de la Ville de Paris de 6 000 m3 construit en 1839 à l'emplacement des fossés l'enceinte de Philippe Auguste[1].
- Au no 2 se trouve l'hôtel Belloy Saint-Germain, anciennement l'hôtel des Étrangers, qui fut le lieu de réunion du cercle des poètes zutiques où se retrouvaient Verlaine, Rimbaud, Richepin et d'autres poètes. Rimbaud y occupa une chambre quelques mois en 1871[3].
- Au no 3 se trouve le Bouillon Racine, ancien Grand-Bouillon-Chartier dont la salle et la devanture sont classées aux monuments historiques depuis 1995[4]. George Sand vécut au second puis quatrième étage de cet immeuble entre 1851 et 1864[5].
- Au no 5, une plaque rend hommage au peintre Boris Taslitzky, qui y vécut de 1954 à 2005.
- Au no 7, André Marty y fonde, fin 1894 ou début 1895, la galerie L'Artisan moderne[6].
- Au no 11, entrée annexe du lycée Saint-Louis. Emplacement des trois anciens réservoirs alimentés, selon Lucien Lambeau, par les eaux de l’Ourcq. Ils ont été démolis en 1907[7].
- Au no 15, ancien siège historique de l'éditeur-imprimeur Henri Jouve, puis du Groupe Jouve.
- Au no 19, la librairie Le Dilettante. C'est ici que Michel Lorenzi ouvrit en 1871 son atelier de moulage d'art. Maison dans laquelle est né en 1931, son arrière-petit-fils : Michel Lorenzi (1931-2018), qui poursuivit ensuite l'activité à Arcueil dans un ancien relais de poste acheté par son arrière-grand-père.
- Au no 21, les ateliers de Michel Lorenzi de 1871 à 1974.
- Au no 26, les Éditions Flammarion avaient leur siège historique depuis 1875 à cette adresse[8], ce qui donna le nom à une collection de l'éditeur, jusqu'à leur déménagement en 2005 pour le quai Panhard-et-Levassor.
- La rue débouche sur le théâtre de l'Odéon.

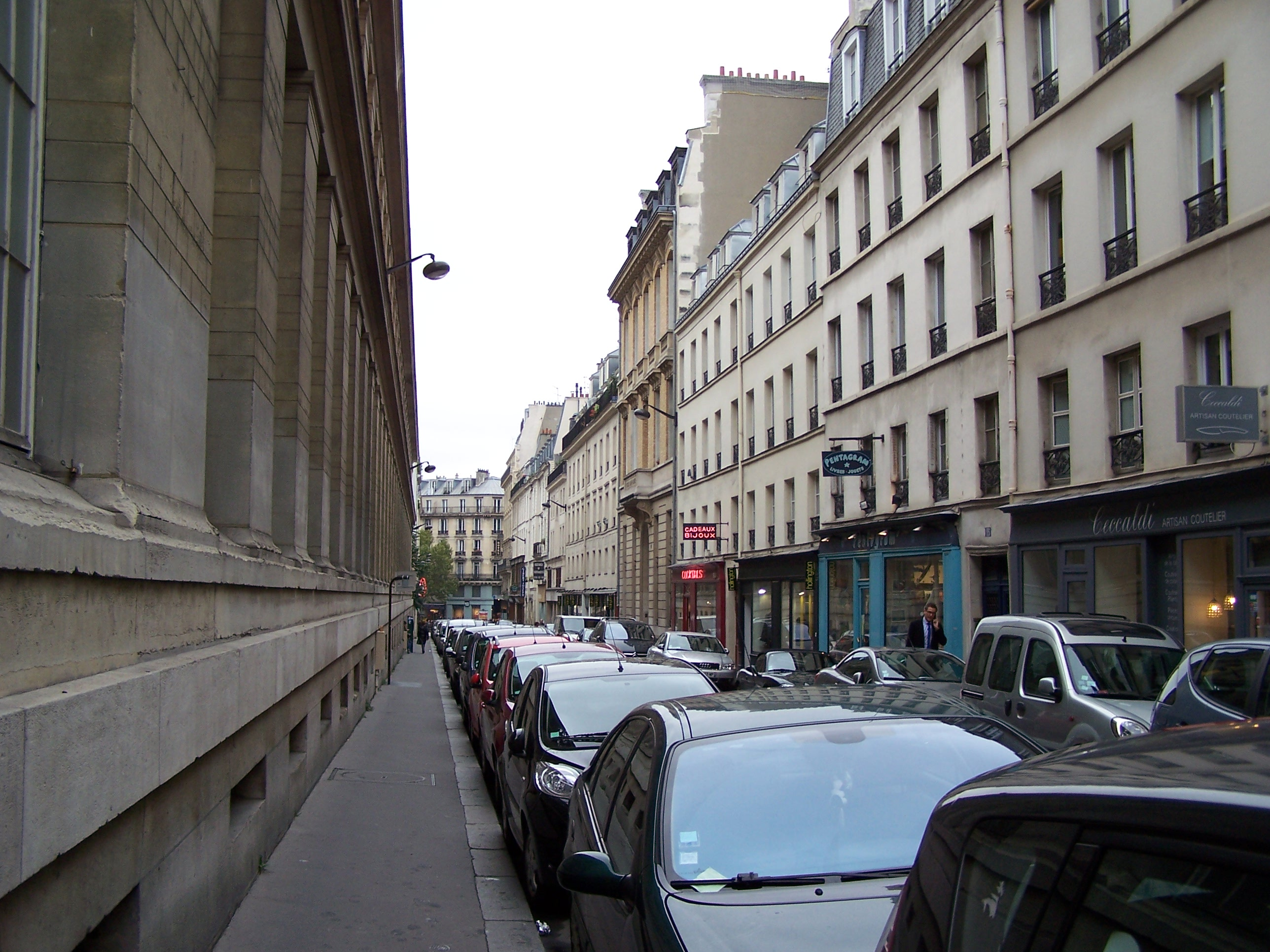
La rue en direction de l'est.
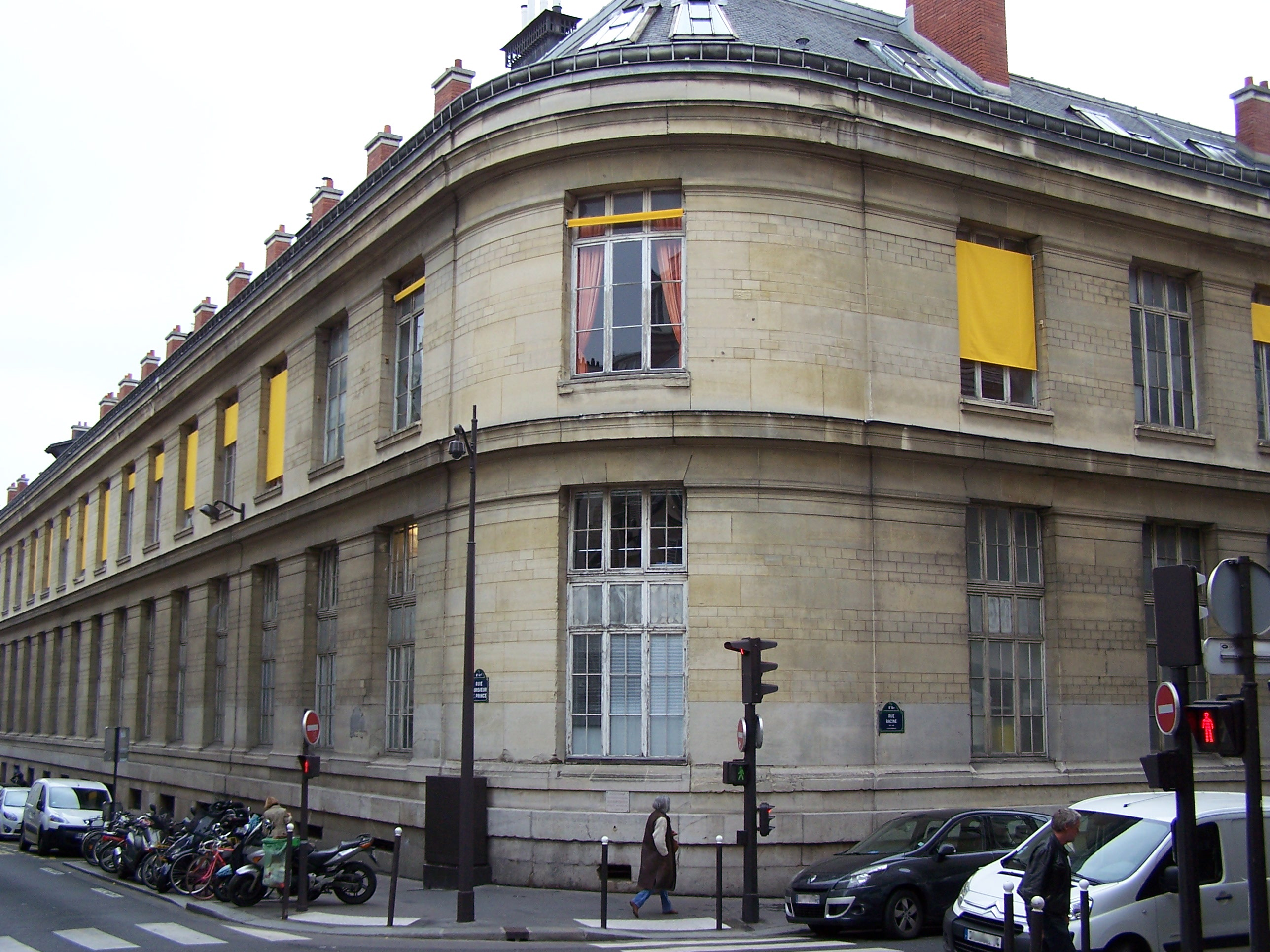
Arrière de l'institut biomédical des Cordeliers.
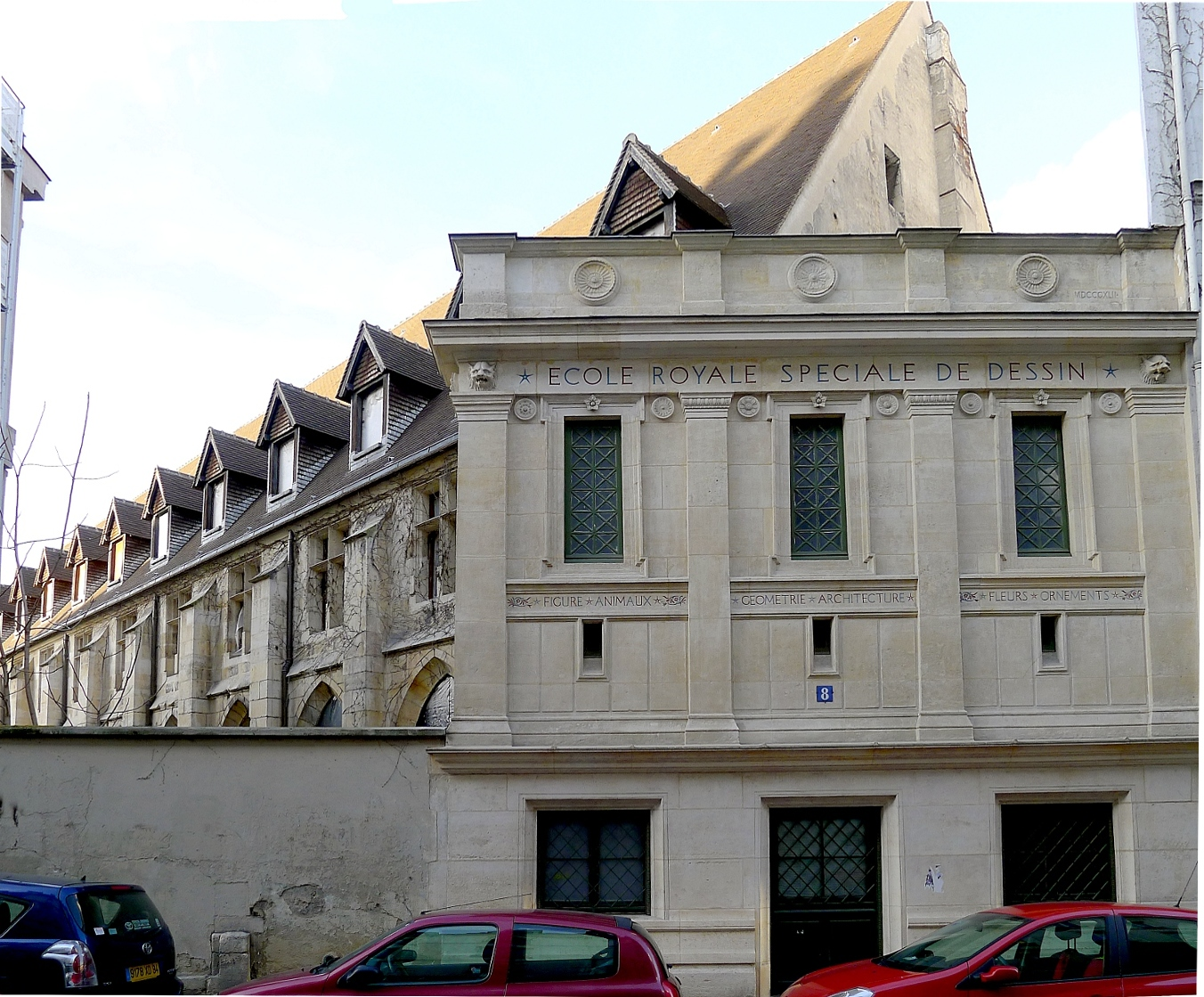
Au no 8, ancienne école royale d'architecture.
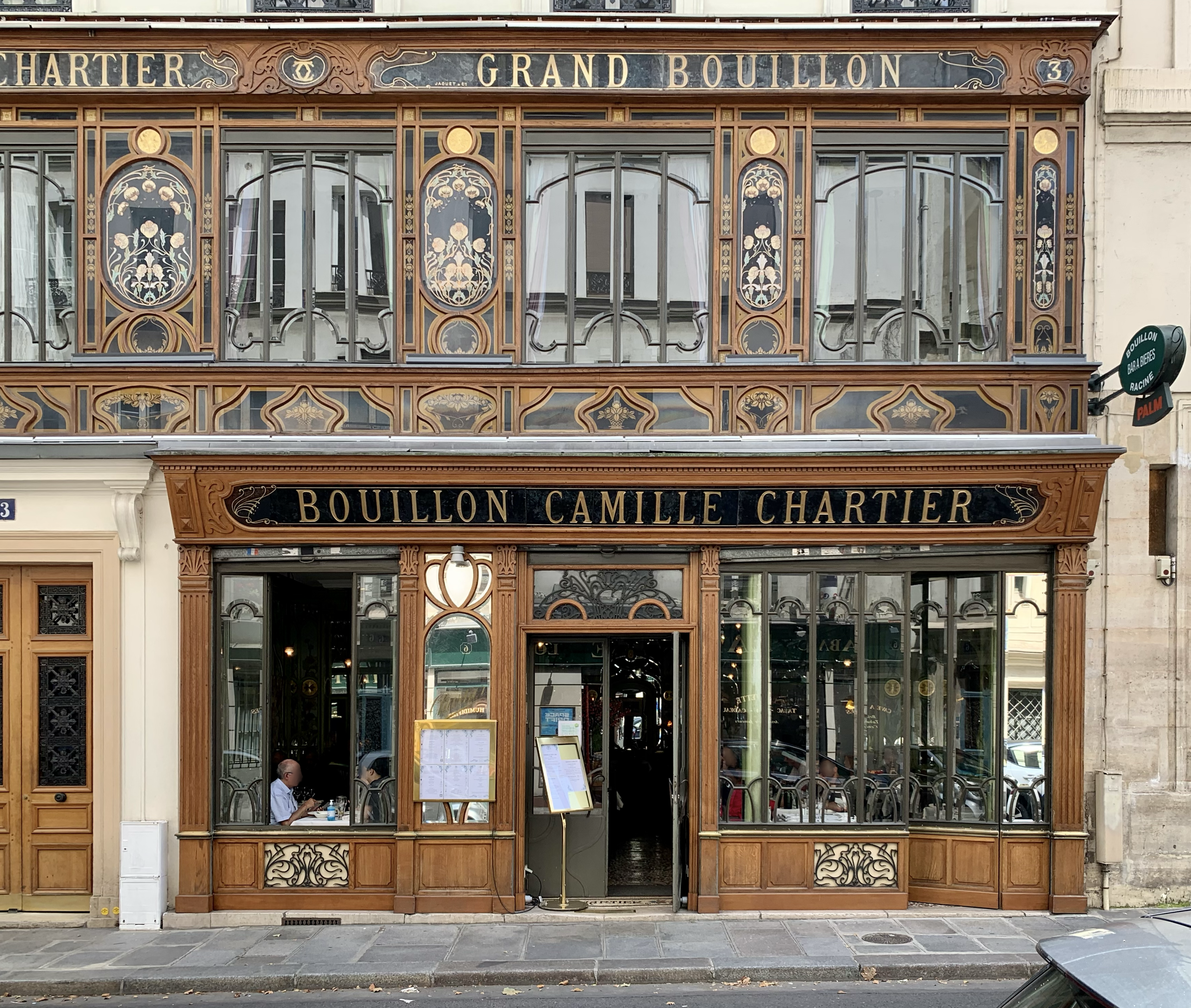
Au no 3, le Bouillon Racine.
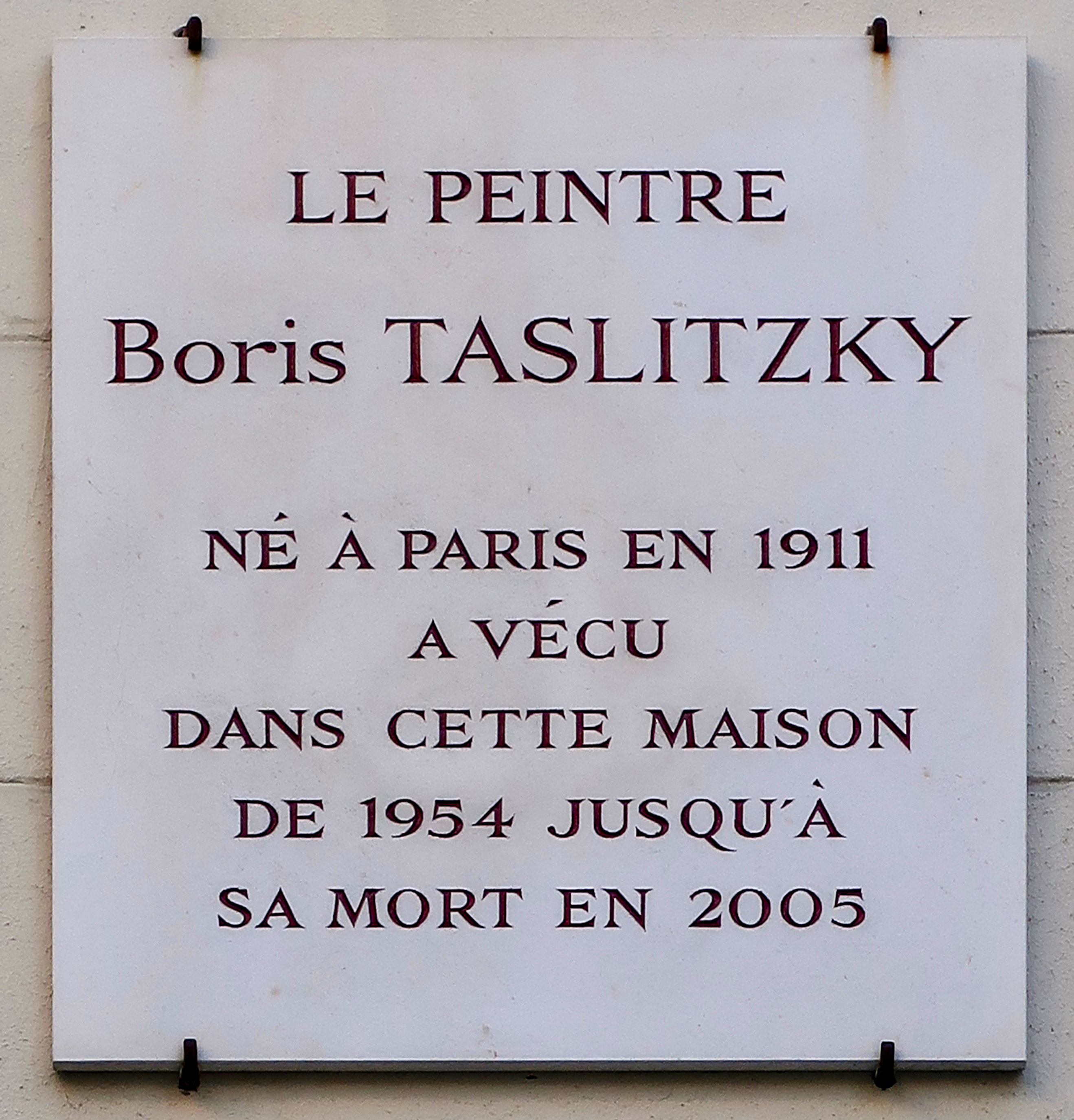
Plaque au no 5.
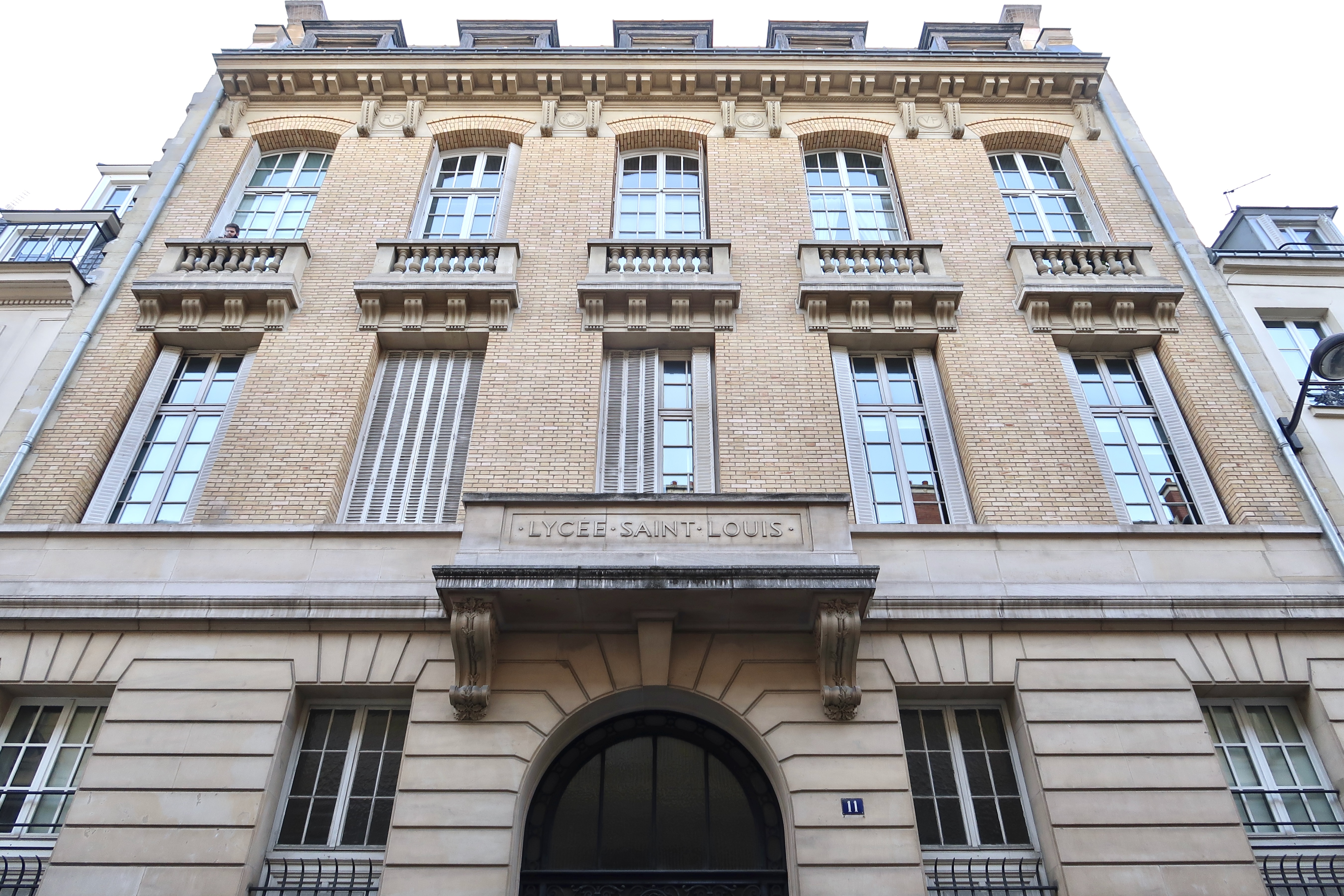
Entrée annexe du lycée Saint-Louis.
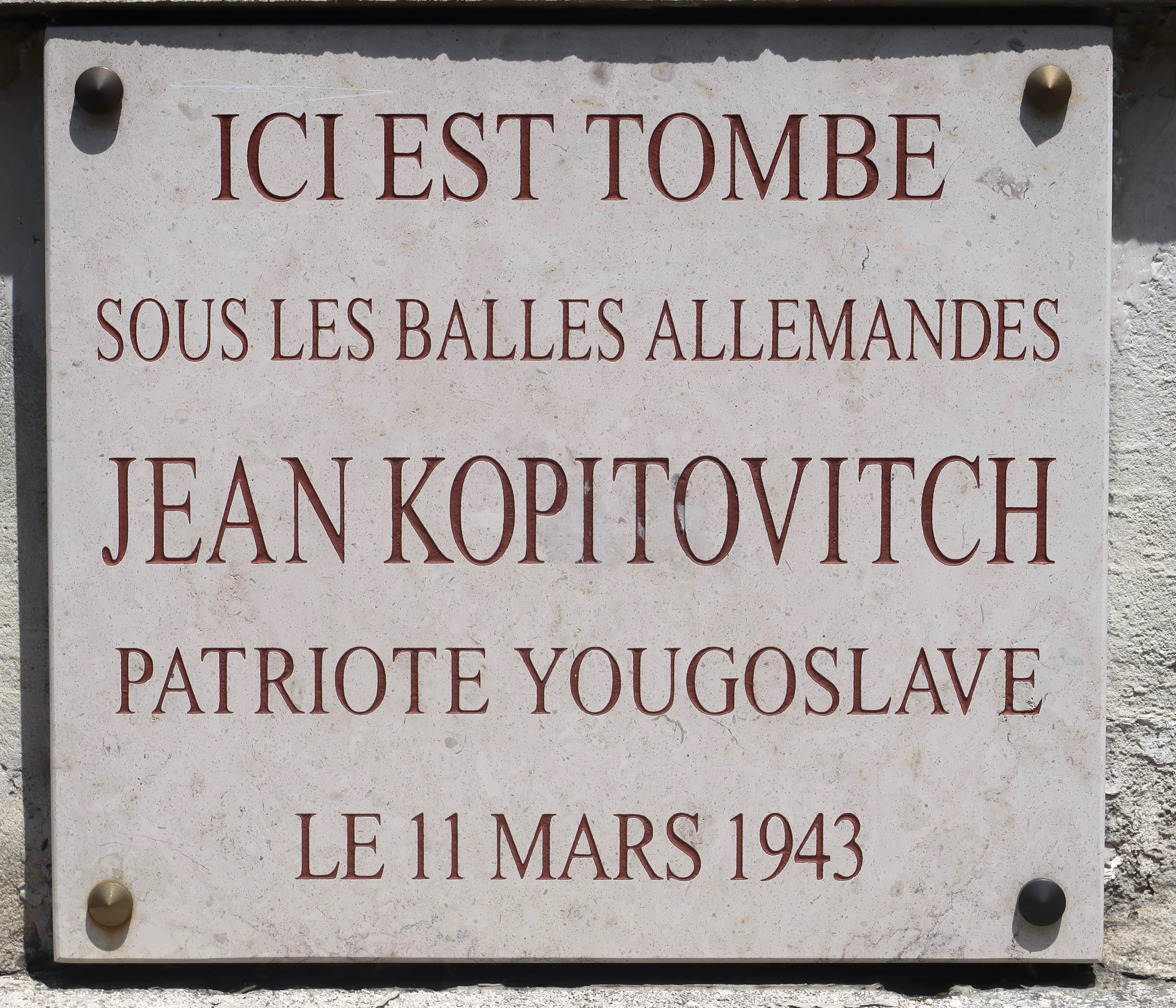
Plaque au croisement avec la rue Monsieur-le-Prince en hommage au patriote yougoslave Jean Kopitovitch, tué en 1943. Intrigué par cette plaque, François-Guillaume Lorrain lui consacre le livre Vous êtes de la famille ? (Flammarion, 2019)[9].
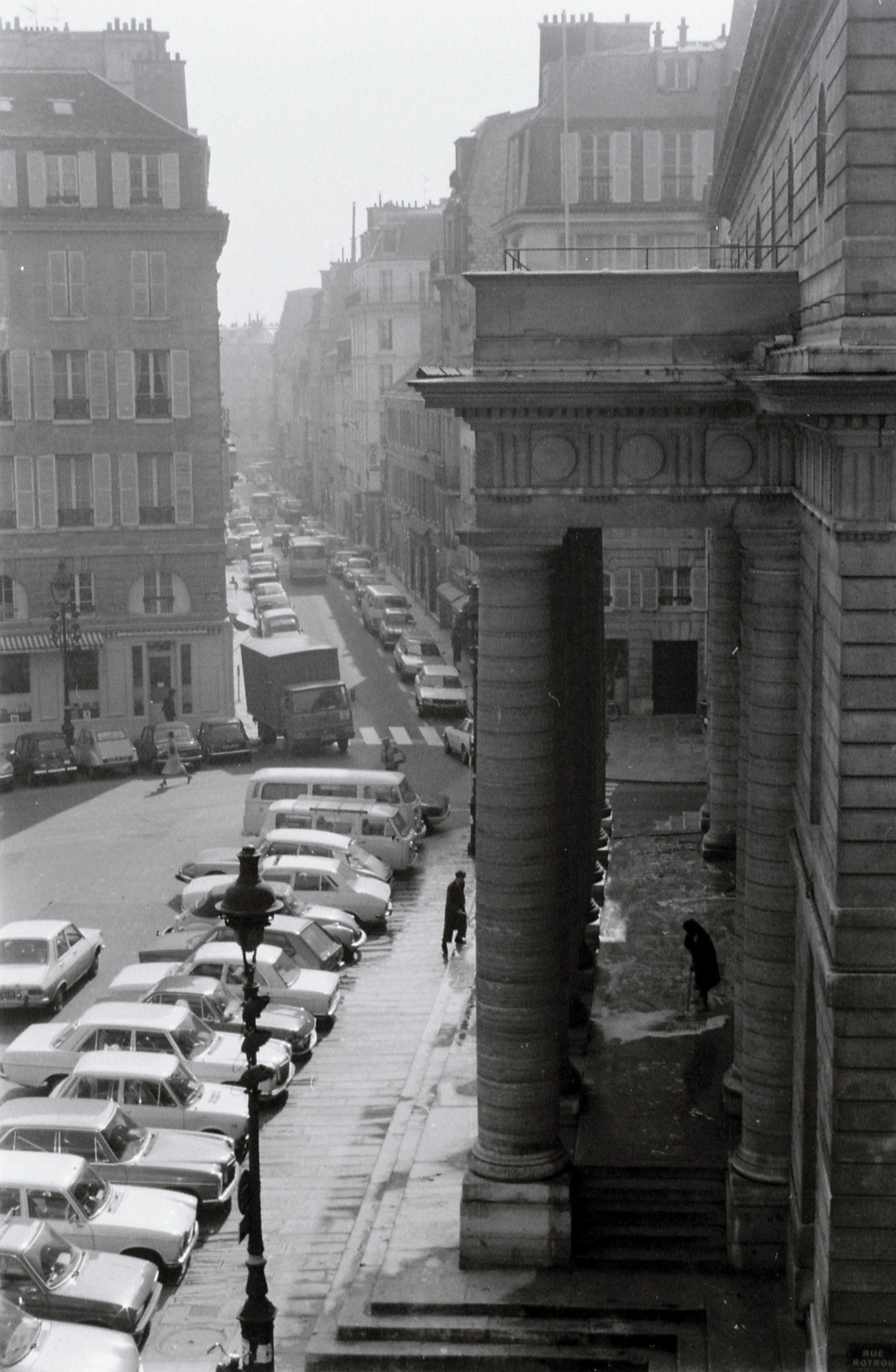
La rue vue de la place de l'Odéon, en 1977.